# Манифест за слободу
„Манифест за слободу” је југословенски кратки филм из 1974. године. Режирао га је Предраг Голубовић који је написао и сценарио.

## Улоге
| Глумац          | Улога |
| --------------- | ----- |
| Иван Бекјарев   |       |
| Радосав Гајић   |       |
| Раде Којчиновић |       |
| Слободан Шијан  |       |
| Ранко Вучевац   |       |